# Famille Paulze d'Ivoy de La Poype
Ne doit pas être confondu avec Famille de La Poype.
La famille Paulze d'Ivoy de La Poype, anciennement Paulze puis Paulze d'Ivoy, est une famille française originaire du Forez où elle est mentionnée depuis le XVIe siècle.
La famille Paulze donne, sous l'Ancien Régime, des avocats, deux fermiers généraux dont l'un est Jacques Alexis Paulze (1723-1794), ancêtre des porteurs actuels du nom, qui acquiert en 1775 une charge anoblissante de secrétaire du roi en la Grande chancellerie de France. Cette famille compte également parmi ses membres des ecclésiastiques, des militaires. Elle compte enfin deux victimes de la Révolution française.
En 1803 elle adjoint à son nom celui d'Ivoy. Au cours du XIXe siècle elle donne des hauts fonctionnaires, dont l'un est fait pair de France en 1845, des officiers supérieurs et généraux. Depuis 1864 elle porte le patronyme Paulze d'Ivoy de La Poype.
Durant la Seconde Guerre mondiale Roland de La Poype est un as de l'aviation française, héros de la Seconde Guerre mondiale, Compagnon la Libération et décoré du titre de « héros de l'Union soviétique » puis l'inventeur de la Citroën Méhari.

## Histoire
On trouve la famille Paulze en Forez dès le XVIe siècle.
La filiation suivie de cette famille remonte à Jean Paulze, sieur de Salayes (village d'Usson-en-Forez), marchand et hôte à Usson-en-Forez, dans la Loire, qui testa et mourut en 1626. De son mariage en 1597 avec Marie Chalvon, fille de Jacques Chalvon, notaire royal à La Chaise-Dieu, il eut neuf enfants.
Son testament permet de connaître ses enfants : Six fils : Claude, prêtre à Usson, Simon aîné et Antoine aîné qui se sont engagés dans l’armée, le premier a participé au siège de Montpellier, l’autre teste en 1642 «prêt à partir pour s’en aller à l’armée servir le roi au pays de Piedmont » , Georges et Simon jeune qui sont ses héritiers, et Antoine jeune. Trois filles : l’aînée, Marguerite, épouse de Jean de la Martine, puis de Jean d'Aurelle, Françoise, mariée à Jacques Barjon de Saint-Georges Lagricol, et Jeanne épouse de Maître Mathieu Calemard, marchand de Viverols. C’est finalement Simon Paulzes jeune qui succède à son père, héritant aussi de sa mère et de son frère Georges.
Simon Paulze, son fils, épousa en 2e noces Sybille-Marie Faure, fille d'un notaire royal, d'où postérité,. Ses descendants exerceront des fonctions d'avocat, juge des terres de Roziers et Chalençon, châtelain d'Usson, conseiller du roi et procureur aux bailliages, domaine et sénéchaussées du comté de Forez. Son fils Jacques Paulze sera avocat en parlement, juge de Rosiers et bailli d'Usson, il épousera Marie d'Aurelle de Terreneyre issue d'une famille noble d'Auvergne.
Des membres de cette famille portèrent au XVIIIe siècle des qualifications nobles,,,,,.
Jacques Alexis Paulze (1723-1794), seigneur de Chasteignolles (ou Chassagnoles), avocat en parlement, commissaire du roi au bailliage et sénéchaussée de Forez, procureur au bailliage de Montbrison, devient fermier général en 1767. La ferme l'ayant enrichi, il acquiert une charge anoblissante de secrétaire du roi en la Grande chancellerie de France, dont il est pourvu le 3 décembre 1775 et qu'il occupe pendant 15 ans, jusqu'à la suppression des charges en 1790. À son sujet, le bulletin de la Diana décrit : Il fut une des personnalités financières les plus considérables de la seconde moitié du XVIIIe siècle. Conseiller écouté des derniers ministres de la monarchie, il avait rédigé avec une grande largeur de vues tous les plans de réformes que devaient tenter de mettre en exécution Turgot et Necker (...) il se montra l'un des meilleurs défenseur de la monarchie.
Preuve de son influence, chez Monsieur Paulze se réunissaient Turgot, Malsherbes, Trudaine, Condorcet, du Pont de Nemours, l'abbé Raynal et Lavoisier, son futur gendre.
Après l'achat en 1803 de la terre d'Ivoy-Le-Pré, en Berry, par Laure Sophie Gaudin, épouse de son fils Christian François Joseph Paulze (1755-1793), la famille Paulze ajouta ce nom de terre à son patronyme.
Jacques Paulze d'Ivoy, conseiller d'État et pair de France (1845), épouse Agathe de La Poype, fille unique du général baron de La Poype.  Devenu veuve, Agathe de La Poype témoigna à ses fils le désir de voir revivre le nom de son père  et par décret impérial du 5 novembre 1864, Roland et Christian Paulze d'Ivoy furent autorisés à joindre à leur nom celui de leur mère, née de La Poype (famille d'extraction médiévale du Dauphiné éteinte en 1851 en ligne masculine).
Depuis cette alliance la famille Paulze a repris les titres de comte et de baron qui étaient portés par la famille de La Poype. Les recherches effectuées par l'arrière-petit-fils de Jean François de La Poype, Gédéon Jacques Christian Paulze d'Ivoy de La Poype, secrétaire d'ambassade, permettent d'expliquer ces reprises de titres : dans le testament du frère ainé de Jean François de La Poype, Henri II l'institue héritier de tous ses biens, lui substituant le premier fils qu'il aurait, du premier au second, ainsi des enfants måles et leurs enfants mâles, l'aîné préféré, ainsi des uns des autres, par substitution graduelle, fidei-commissaire, jusqu'au dernier survivant, et au cas qu'il n'ait que des filles, substitue le fils aîné de sa fille aînée, et de l'aîné au second en suivant le même ordre de substitution que dessus d'après lui c'est en vertu de cette substitution, d'une autre, du 22 octobre 1755, renouvelée le 24 janvier 1756, et du Décret Impérial donné à Saint-Cloud, le 5 novembre 1864, que les noms et titres de la famille de La Poype sont passés dans la famille Paulze d'Ivoy.
Selon Henri Caburet en 1975, auteur de Un chef d'escadre au xviiie siècle : le Marquis Louis-Armand de La Poype de Vertrieu : Sur les 3 branches de la famille de La Poype seule la première et la plus ancienne a échappé à sa destinée (d'extinction) grâce à la piété filiale d'Agathe de La Poype-Serrières, fille unique du général de La Poype, elle demanda et obtint la permission du Conseil d'État d'ajouter le glorieux nom de La Poype à Paulze d'Ivoy. Depuis Guichard de La Poype parti en 1190 à la 3e Croisade et jusqu'à nos jours, le nom de La Poype apparait dans toutes les guerres pour défendre une juste cause. À la guerre de 39-45, il apparait encore une fois dans le ciel de Russie avec les 17 victoires en combats aériens de Roland de La Poype, capitaine au Régiment français Normandie-Niemen. Honorer les héros c'est les multiplier.

## Personnalités
- Alexis Paulze, prêtre-chanoine de Notre-Dame de Montbrison.
- Me Jacques Paulze, avocat en parlement, juge de Rosiers et bailli d'Usson.
- Me Balthazard Paulze (1689-1764), sieur de Salayes et de Mons, avocat en parlement et capitaine-châtelain de la seigneurie d'Usson.
- Jacques Paulze (1723-1794), écuyer[10],[11], seigneur de Chasteignolles, avocat en parlement, fermier général, pourvu le 13 décembre 1775 de la charge anoblissante de conseiller-secrétaire du roi, maison, couronne de France et des finances près la Grande chancellerie de France. Son oncle était l'abbé Terray, dernier contrôleur général des finances de Louis XV.
- Christian François Joseph Paulze (1755-1793), fils du précédent, écuyer[12], conseiller clerc au Parlement de Paris, relevé de ses vœux lors de la mort de son frère ainé Balthazar, procureur du roi en la Cour de Forez, fermier général, « oncle en loi » et parrain d'Antoine Lefebvre de Vatimesnil (1789)[13].
- Marie-Anne Pierrette Paulze (1758-1836), scientifique, artiste-peintre et illustratrice française. Elle fut l'épouse et la collaboratrice du chimiste Antoine Lavoisier (1743-1794).
- Jacques-Christian Paulze d'Ivoy (1788-1856), préfet, conseiller d'État, pair de France (1845), officier de la Légion d'honneur. Marié en 1809 avec Agathe de La Poype, fille du général Jean François de La Poype.
- Roland Paulze d'Ivoy (1812-1891), préfet de l'Orne (1849), de la Haute-Marne (1851), de la Manche (1852), de l'Aude (1853-1854), de la Vienne (1856), des Alpes-Maritime (1860), du Cher (1861) et enfin d'Indre-et-Loire (1870), commandeur de la Légion d'honneur (1867)[14]. Marié le 17 août 1850 à Paris avec Florentine de Marcombe, fille du député Gédéon Florentin de Marcombe. Il est autorisé, ainsi que son frère Christian, à relever le nom de sa mère le 5 novembre 1864 et à s'appeler ainsi Paulze d'Ivoy de La Poype.
- Christian Paulze d'Ivoy (1813-1893), ESM Saint-Cyr (1832-1835), officier de la Légion d'honneur[15], général de division, commandeur de la Légion d'honneur (1865)[16]. Marié le 30 mars 1850 à Paris avec Clotilde de Peyronnet, dont un fils.
- Antoine Jean Jacques Eugène Paulze d'Ivoy (1816-1859), colonel commandant le 1er régiment de Zouaves pontificaux, mort pour la France en 1859 en Italie.
- Gédéon Jacques Christian Paulze d'Ivoy de La Poype (1851-1917), lieutenant au 88e régiment de la Garde mobile, puis second secrétaire à la légation de France à Téhéran (1890), chevalier de la Légion d'honneur (1871)[17], auteur de Un évêque de Poitiers au XVIIIe siècle ouvrage dédié à Jean-Claude de La Poype de Vertrieu, évêque de Poitiers.
- Élie Marie Roland Paulze d'Ivoy de La Poype, né le 11 avril 1851, ESM Saint-Cyr, promotion du 14 août 1870, capitaine de cuirassiers, gendre d'Eugène Joseph Desmarest qui fut fondateur de la Banque Desmarest, sous-gouverneur de la Banque de France, membre du conseil des directeurs de la Caisse d'Epargne de Paris.
- Roland Paulze d'Ivoy de La Poype (1920-2012), pilote d’aviation et as de l'escadrille Normandie-Niemen  et héros[18] pendant la Seconde Guerre mondiale. Il fut l’un des compagnons de la Libération les plus décorés : grand-croix de la Légion d'honneur (2008), croix de guerre 39/45 avec douze citations et « Héros de l'Union soviétique », degré suprême de distinction de l'Union soviétique. Après la guerre, il devint industriel, créa en 1952 le berlingot de shampoing Dop et en 1967 la carrosserie  plastique de la Méhari. Il fonda en 1970 le Marineland d'Antibes[19]. Il avait le grade de colonel, il est mort en 2012 à Saint-Tropez[20].
- Hubert Paulze d'Ivoy de La Poype, Saint-Cyr promotion Maréchal Bugeaud, colonel d'artillerie, chevalier de la Légion d'honneur, officier de l'ordre national du mérite, croix de la valeur militaire avec citations.
- Mgr Hugues Paulze d'Ivoy de La Poype, né le 14 avril 1966, élu le 25 mai 2015 abbé de l’abbaye Saint-Pierre de Champagne (Ardèche) et abbé général de la Congrégation des chanoines réguliers de Saint-Victor[21].

La famille Paulze d'Ivoy de La Poype compte également d'autres officiers de l'armée :
- Roger Paulze d'Ivoy de La Poype, né le 1er septembre 1854, élève-commissaire le 1er novembre 1876, commissaire de la marine.
- Xavier Paulze d'Ivoy de La Poype, né en 1887, ingénieur agronome, colonel de réserve, tué sur le front en mai 1940.
- Jacques Alfred Paulze d'Ivoy de La Poype, Saint-Cyr, promotion « de La Grande Revanche » 1914, lieutenant-colonel d'artillerie en 1956.
- Xavier Léon Florentin Jacques Alfred Paulze d'Ivoy de La Poype, chef d'escadron de l'armée blindée de cavalerie.

## Portraits

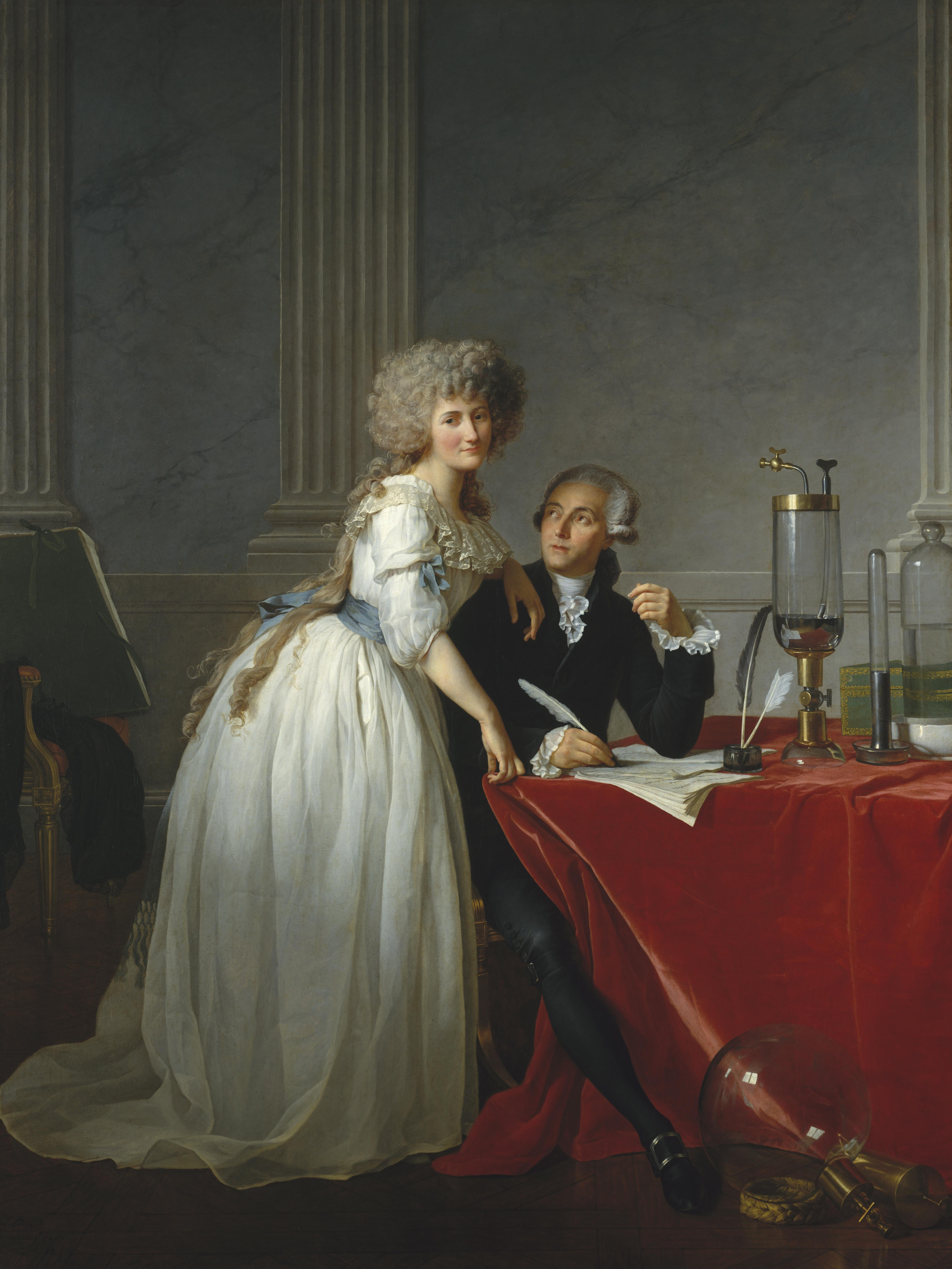
Marie Anne Pierre Paulze en compagnie de son mari
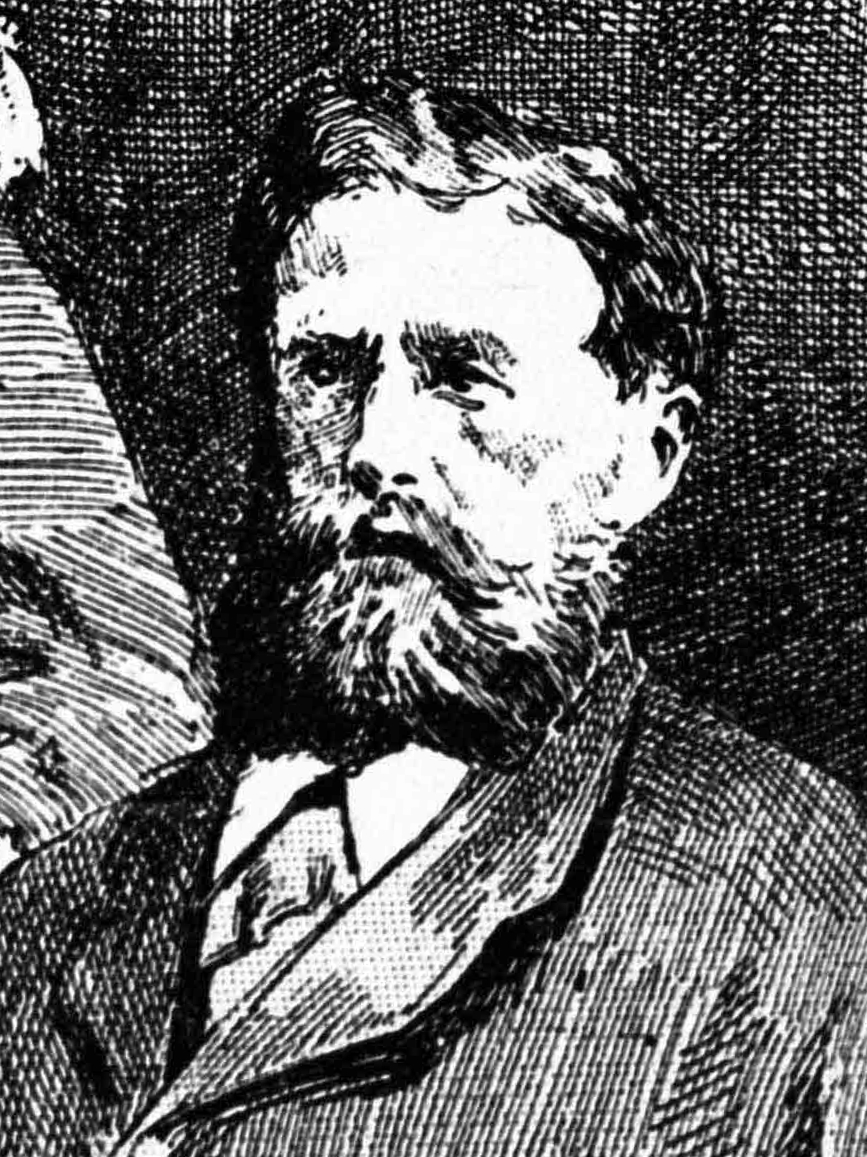
Roland Paulze d'Ivoy (1812-1891)
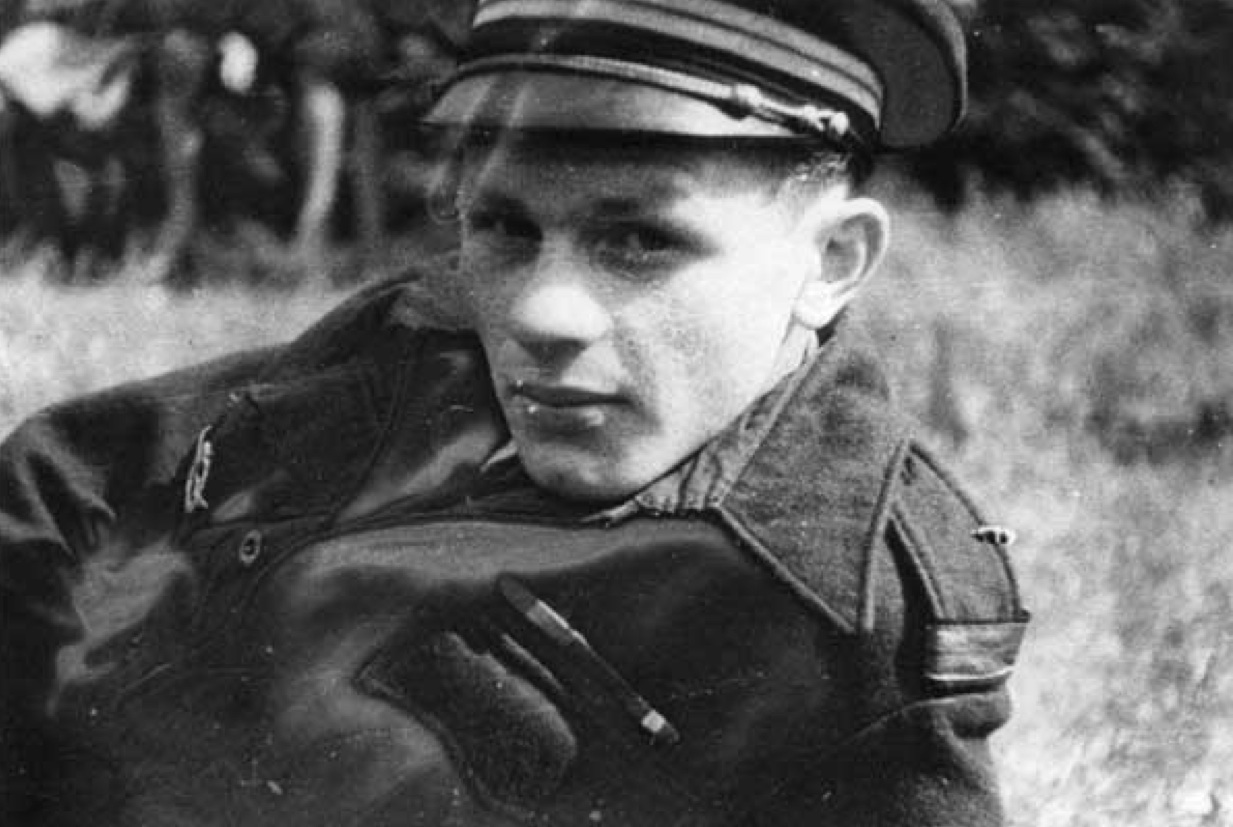
Roland de La Poype (1920-2012)

## Situation nobiliaire
Antoine Bachelin-Deflorenne dans son ouvrage État présent de la noblesse Française contenant le dictionnaire de la noblesse contemporaine (1873-74) donne le nom (en page 1408) de deux membres de la famille Paulze d'Ivoy,,.
Selon le Bulletin de la Société archéologique du Finistère de 1901 sous la présidence de Paul du Châtellier, Jacques Paulze fut anobli le 13 décembre 1775 par ses lettres de provisions de secrétaire du roi.
En 1948 Henri Jougla de Morenas, dans le tome 5 de son Grand Armorial de France, classe la famille Paulze d'Ivoy de La Poype dans la catégorie des "familles de noblesse prouvée".
Joseph Valynseele, historien et généalogiste, et Philippe Devillard dans Carnet des familles nobles ou d'apparence en 1956-, Volume 19 publié par Philippe du Puy de Clinchamps (Cahiers nobles), indiquent que les Paulze d'Ivoy de La Poype appartiennent à la vraie noblesse.
Philippe du Puy de Clinchamps (alias Charondas), auteur d'ouvrages sur la noblesse, dans Le cahier noir (1957) et dans À quel titre (1970) indique que la famille Paulze d'Ivoy de la Poype n'appartient pas à la noblesse. Cet auteur écrit : « Enrichi par la ferme, Jacques Paulze acheta en 1775 une charge de conseiller secrétaire du roi. Il fut, ensuite, guillotiné en 1794 comme fermier général, le même jour que son gendre Lavoisier. La noblesse des Paulze est donc inachevée puisque le « savonné » n'avait pas vingt ans de fonction lors de l'abolition des privilèges ».
Dans Catalogue de la noblesse française subsistante (édition 2007), Régis Valette classe cette famille parmi les 3 092 familles subsistantes de noblesse française, en donnant comme principe de noblesse « secrétaire du roi, Paris, 1775-1790 ».
La Société du grand armorial de France dans Le second ordre (1947), É. de Séréville et F. de Saint-Simon dans le Dictionnaire de la noblesse française (1975), Pierre-Marie Dioudonnat dans Le Simili-nobiliaire français (2012) et Arnaud Clement dans La noblesse française (2020), classent cette famille dans les familles dites de noblesse inachevée.

## Postérité
- Une allée à Amboise porte le nom de Marie Anne Paulze
- Un portrait de Marie-Anne Paulze et son époux Lavoisier fut réalisé par Jacques-Louis David
- La promotion 2012 de l'École de l'air fut baptisée Colonel Roland de la Poype en l'honneur de Roland de La Poype
- Les honneurs militaires ont été rendus aux Invalides lors des obsèques du colonel Roland de La Poype, héros de guerre.
- Une rue à Corbeil-Essonnes (91100) porte le nom de Roland de la Poype.

## Armes
- D'argent au chevron de gueules, accompagné de trois serres d'aigle d'azur les griffes en bas[30].

Depuis l'alliance entre Jacques-Christian Paulze d'Ivoy et Agathe de La Poype en 1809, certains membres de cette famille écartèlent les armes Paulze d'Ivoy et La Poype, ce qui donne :
- Ecartelé, au I et IV, d'argent au chevron de gueules, accompagné de trois serres d'aigle d'azur les griffes en bas (qui est Paulze d'Ivoy), au II et III, de gueules à la fasce d'argent (qui est La Poype)[32]

## Alliances
Les principales alliances de la famille Paulze d'Ivoy de La Poype sont : Chalvon (1597), Faure (1653), de la Martine, Calemard, d'Aurelle de Terreneyre (1684), de Vertamy (1728), Chabas de Berny, Barjon du Fraisse, Cisternes de l'Orme (1741), Galien d'Adiac (1750), Thoynet de Rozières (1752), de La Brosse, de Lavoisier (1771), Gaudin de Feurs (1787), Thomson (1805), de La Poype (1809), Ramey de Sugny (1809), de Gramont-Vachères, de Marcombe (1850), de Peyronnet (1850), Law de Lauriston (1881), de Brossin de Méré (1882), Bonamy (1883), du Châtel (1885), Desmarest (1892), de Mieulle (1912), de Bon (1918), de Saint-Genys (1919), Rioult de Neuville (1920), du Cheyron de Beaumont (1922), de Montagnac (1926), Dalamel de Bournet (1945), de Lestrange (1956), Dupont de Dinechin (1958), Lawton (1981), Goullet de Rugy (1987), d'Aboville (1991), d'Aleyrac d'Aigremont (1992), etc.